# 搭乗手続き

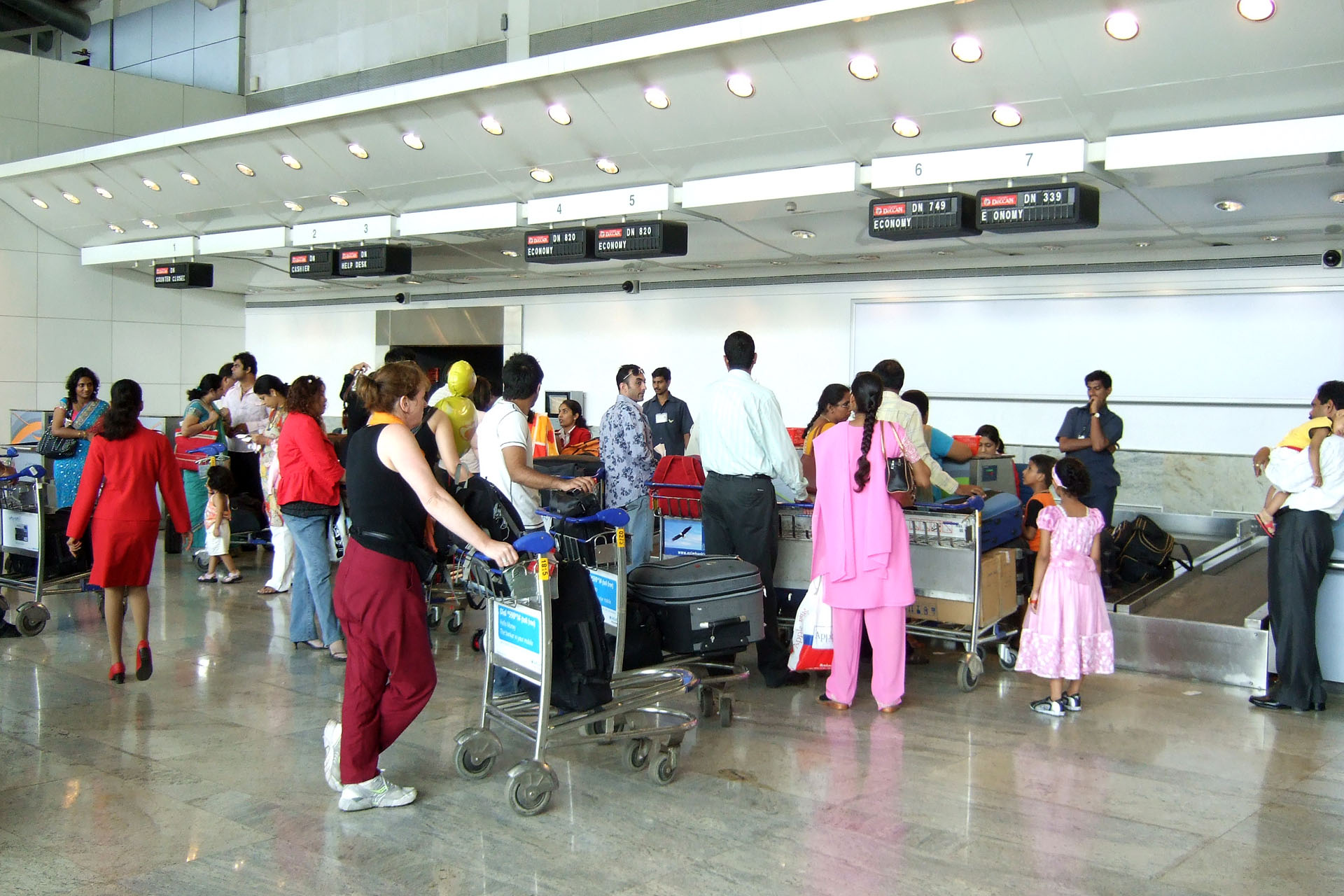
搭乗手続き（ムンバイ国際空港）

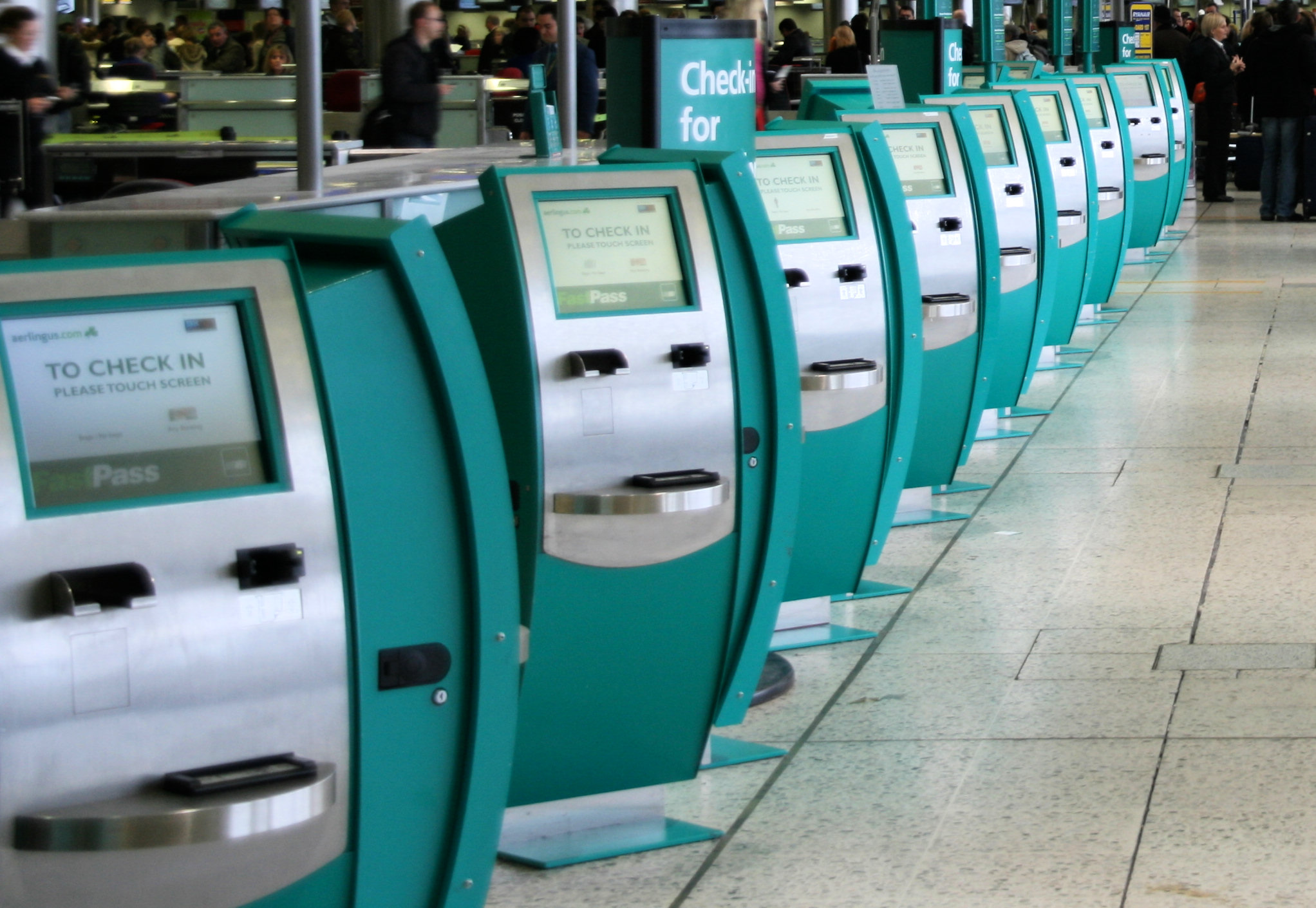
エアリンガスの自動チェックイン機（ダブリン空港）

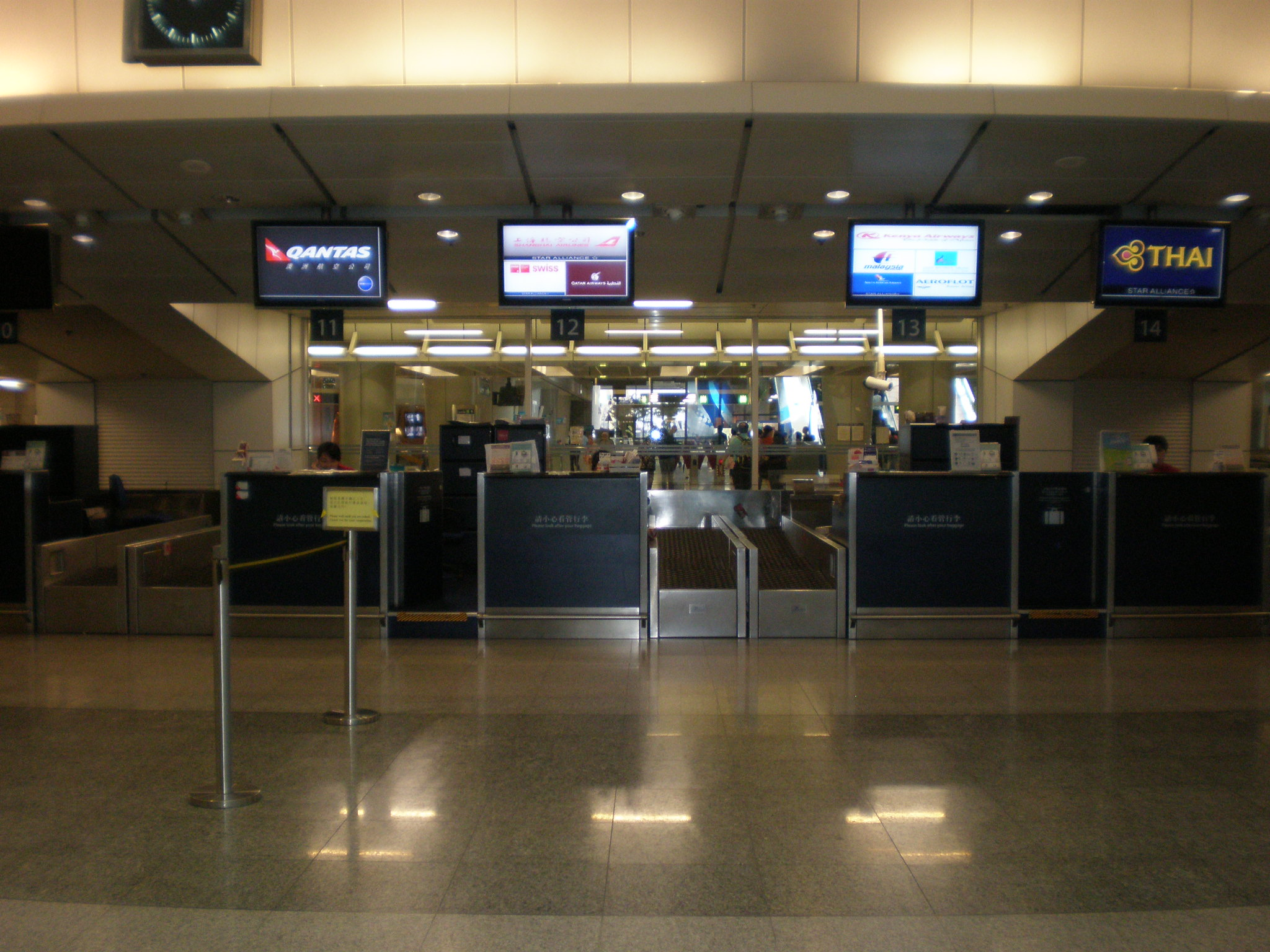
市内にあるチェックインカウンター（九龍駅）

搭乗手続き（とうじょうてつづき）とは、航空機の搭乗券を受け取るための手続きである。チェックイン（英語: check in）とも呼ばれる。

## 概要
航空機に搭乗するには、航空券の購入に加えて搭乗券の受取が必要である。当日に空港の各航空会社のチェックインカウンターあるいは自動チェックイン機、当日以前にオンラインチェックインにて以下の手続きを行う。
- 航空券の有無の確認 - 既に購入してある航空券を提示する。2010年以降、航空会社が紙の航空券を廃止し、電子航空券（eチケット）に切り替えた。このため、予約時の電子メール（eチケット控え）、パスポート、購入時に使用したクレジットカードを提示する。
- 座席の確定 - 予約時に座席を指定できる航空会社が増えているが、最終確定するのはこの時である。予約時の座席をここで変更することもできる。なお一部格安航空会社では、自由席の便もある。
- 搭乗券の発行 - 発行された搭乗券を受け取る。搭乗ゲート・搭乗時刻・座席などが印刷されている。以降、保安検査、出国審査（国際線）、搭乗口で提示しなければならない。
- マイレージサービスの手続き - マイレージカードを提示することでマイルを加算できる。搭乗する便とは異なる航空会社のマイレージカードを提示し、そちらにマイルを加算することもできる（提携航空会社や同じ航空連合であることが前提である）。

またこれに付随して、当日チェックインカウンターで以下の手続きを行う場合がある。これらは搭乗に必要な手続きであるが、厳密な意味では搭乗手続き（チェックイン）に含まない。
- 本人確認 - 国際線ではパスポートで行われるが、国内線では国民総背番号制証などパスポートや公的身分証明書、または省略する国家もある（出発口で確認する場合もある）。
- 最終到着国の入国資格確認 - 国際線では、もし最終到着国で入国資格の欠如により入国を拒否されると、入国便の航空会社の費用で出発国に送還しなければならないので、航空会社がパスポート・査証の有無を確認する。
- 手荷物の確認 - 受託手荷物があればここで預ける。ここで手荷物の重量や大きさが既定を超えていると、追加料金を請求される。また乗客が当該便に搭乗しなかった場合に備えて、いつでも受託手荷物を旅客機から降ろす準備も整える。

- 座席を使用しない幼児の有無の確認 - 該当者には専用の座席が用意される。
- 乗客の状況確認 - ベビーカーや車椅子が必要な乗客、子供・高齢者・障害者への搭乗支援など。

乗継便がある場合は、そちらの座席確定と搭乗券発行も合わせて行われるので、乗継地で改めて搭乗手続きをする必要はない。一般に受託手荷物も最終目的地まで運ばれるように手配されるが、コードシェア便などでは例外もある。
搭乗手続きが完了すれば、次の手続き（通常は保安検査）に進むことができる。

## 搭乗手続きの必要性
正規の航空券は、ある航空会社のある航路の便に搭乗するための有価証券であり、一般に同じ航路であれば、どの便にも搭乗することができるし、払い戻しなども、ある程度可能である。しかし航空機の飛行には、燃料費や搭乗員の手当てなど膨大な支出が必要になるため、航空会社としては、なるべく適切なサイズの機材と人員を用いることが望ましい。
そのため割引販売される航空券は、割引する代わりに予約という形で搭乗する便が紐づけられており、払い戻しや便の変更には制限や追加料金の請求がある。このようにして航空会社は予め搭乗する人数をある程度把握することができ、機材や人員の調整が可能となる。また航空会社には払い戻しや変更に備えて、オーバーブッキングでの予約を受け付けることが認められている。
本質的に搭乗手続きは、このような変更可能な航空券に対して、その便に搭乗する意思表示をすることを意味する。そのため、それ以上の払い戻しや便の変更は原則として認められない。搭乗手続きまで座席指定ができないのは、まだ搭乗の意思が確定していないとみなされるからである。
近年ではオンラインチェックインを用いることで、前日までにチェックインが可能であり、早めに座席指定ができるメリットがある一方で、取り消しや変更が出来なくなるデメリットの勘案が必要になる。

## 手続きの時間
開始時刻は空港や航空会社によって異なり、おおむね出発の3時間前から2時間前に開始される。締め切り時刻は、国際線ではおおむね出発の約1時間前に締め切る会社が多い。なお、日本の国内線の締め切り時刻は出発45分前〜約20分前と、各社異なる。

## 自動チェックイン機

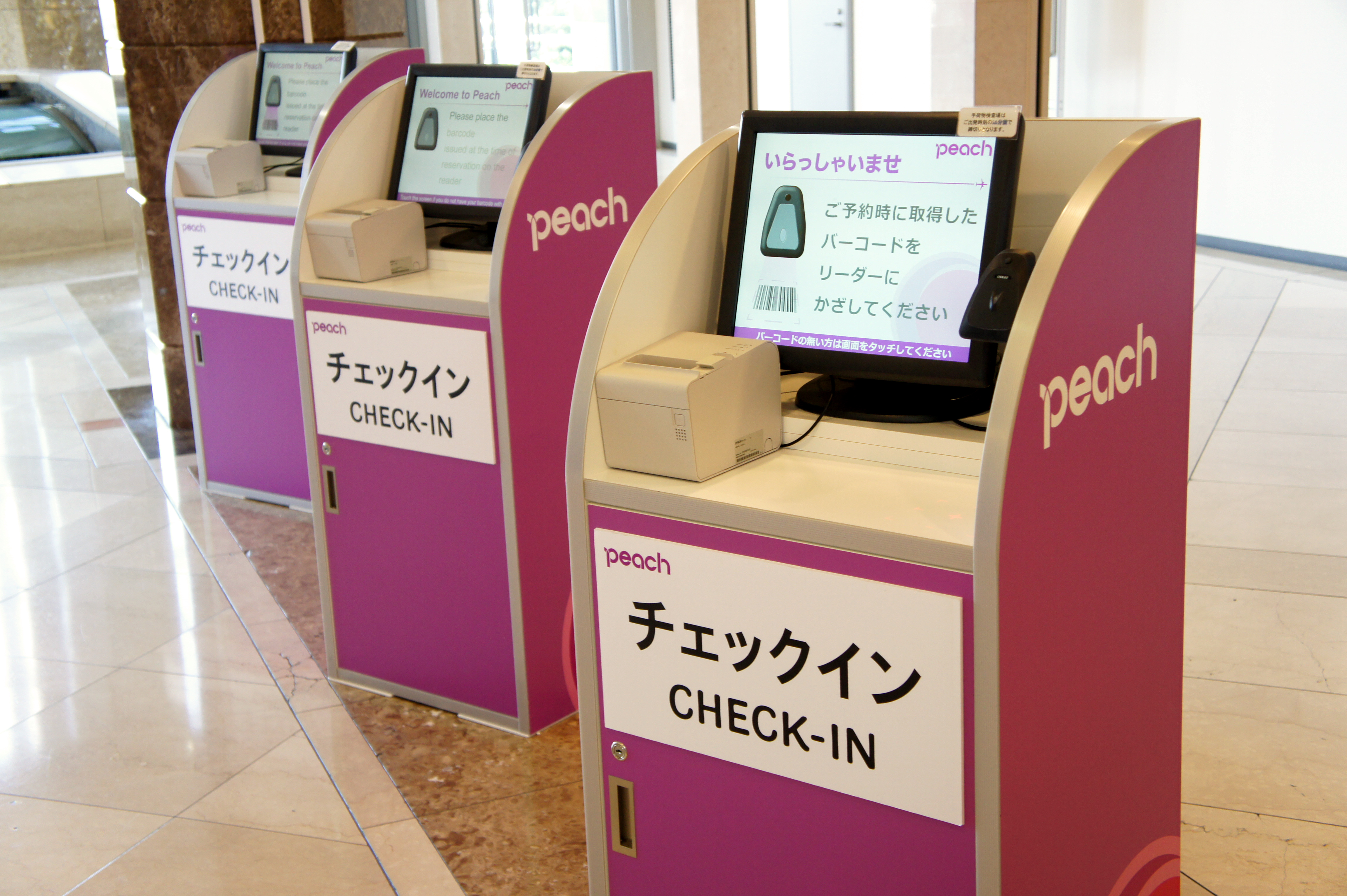
Peach Aviationの自動チェックイン機（関西国際空港）

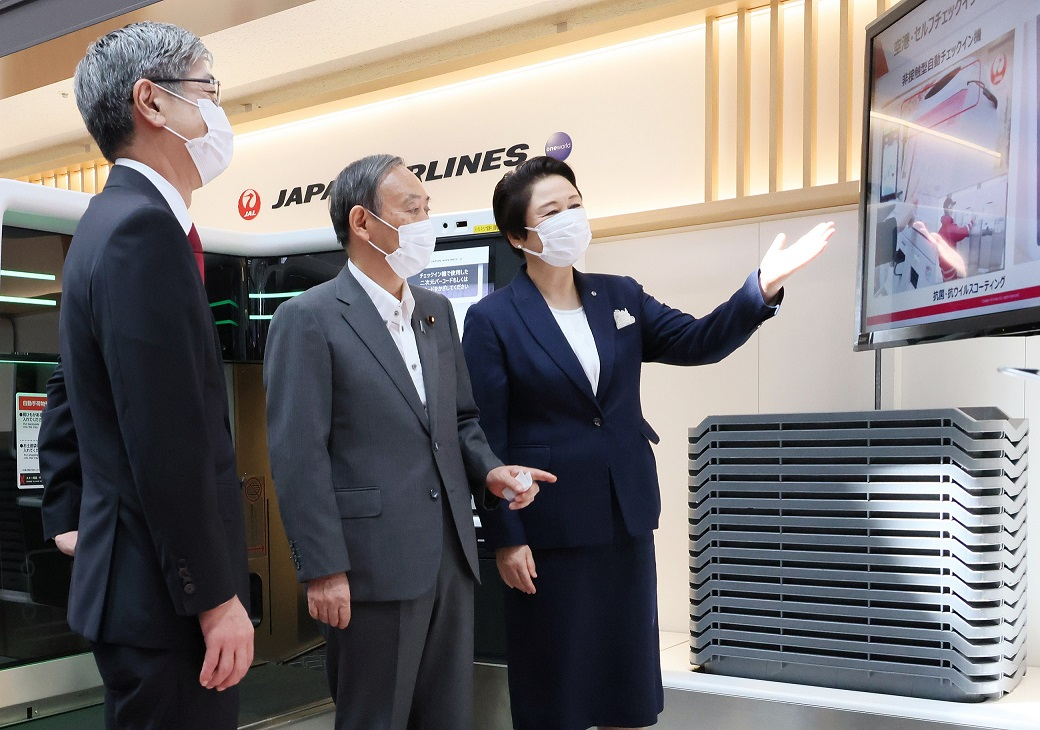
日本航空の自動手荷物預け機「Self Baggage Drop」（東京国際空港）

近年、搭乗手続きを無人で行う「自動チェックイン機」を設置する航空会社が増えている。コンビニエンスストアの端末によく似ており、チェックインカウンターに隣接して置かれている。パスポート（国際線）、クレジットカード（国内線）、マイレージカードなどを機械が読み取り、座席をディスプレイ上で指定すれば搭乗券が発行される。これにより、受託手荷物が無ければカウンターに並ぶ必要がなくなる。
自動チェックイン機は航空会社が設置するものであるため（仁川空港や羽田空港など空港会社が設置する場合もある）、搭乗する便の航空会社がその空港に設置していなければ利用できない。通常、自国の主な空港のほか、便のある海外の空港にも設置していることが多い。
なお、格安航空会社では、手続きを全て自動チェックイン機で行っていたり、有人カウンターでのチェックインを有料にしている場合がある。

### 自動手荷物預け機
自動チェックイン機に合わせて受託手荷物を自動的に預ける「自動手荷物預け機」を設置する航空会社も増えている。
これには例えば日本航空のSelf Baggage Dropや、全日本空輸のANA BAGGAGE DROP、ジェットスターのFly Cool などが存在する。

## オンラインチェックイン
航空会社の公式サイトで搭乗手続きができるサービスであり、航空会社にもよるが、搭乗の24時間前-72時間前から搭乗手続きが可能である。公式ウェブサイト上で搭乗券（またはその引き換え券）が発行され、それを印刷するかスマートフォンなど画面で提示して、出発当日に持ってゆけば良く、リコンファームは不要である。
なお、その印刷物をチェックインカウンターに提示して、本物の搭乗券に引き換えなければならない場合と、そのまま印刷物が搭乗券として通用する場合とがある。さらに同じ航空会社でも、空港によって対応が異なることがあるので注意が必要である。

## 搭乗券の電子化
航空券の電子化に続き、搭乗券の電子化（ペーパーレス化）も進められている。「モバイル搭乗券」と呼ばれることが多く、2006年頃から世界的に増加しつつある。海外では主に携帯電話の画面が、日本ではFeliCaが搭乗券の代わりになる。事前にオンラインチェックインを済ませ、空港に着いたらそれらを保安検査場や搭乗口の読み取り機にかざすだけで搭乗でき、搭乗手続きが省略できる（国際線の出国手続きは当然必要である）。受託手荷物についても専用のカウンターが用意されている場合が多い。
KLMオランダ航空とエールフランス、ルフトハンザドイツ航空、オーストリア航空、スカンジナビア航空では、携帯電話やPDAで搭乗できるサービスを行っている。それらのモバイル機器でオンラインチェックインをすると、2次元バーコード付きの電子メールが航空会社から送られてくる。このメールがそのまま搭乗券となる。搭乗の際は、搭乗口の読み取り機にメール画面をかざせばよい。すべての空港で利用できるわけではないが、国際線にも対応しているのが大きな特徴である。
アメリカン航空でも一部の空港で上記ヨーロッパ諸国と同様のサービスを開始している。こちらは国内線限定である。
ニュージーランド航空では、ISO/IEC 14443規格の親指大の非接触ICカード("ePass")と、携帯電話等に送られてくる2次元バーコード付電子メール("mPass")の二種類が利用可能である。いずれも国内線限定である。
日本では、JALが「QuiC（JAL ICサービス）」（国際線は2010年10月21日から）、ANAが「SKiPサービス」(国内線）、「CLICK mobile check-in」（国際線、2010年10月21日から）を実施している。出発当日、マイレージカード（おサイフケータイ含む）、またはQRコード（Eチケット用紙または携帯電話等の画面）を持ってゆけばよい。
また、2021年4月からは、成田国際空港、東京国際空港の一部航空会社において顔認識システムを使用した「Face Express」を導入。これにより、携帯電話やICカード不要で、チェックインから搭乗口までウォークスルーで通過できるようになる（出国審査の自動化ゲートを除く）。

## 空港外のチェックインカウンター
空港に行く前にあらかじめ市内などで搭乗手続きを済ませることができるサービスが、主に中華圏で広がりつつある。重い荷物を持って空港まで行く必要がなくなるほか、空港のチェックインカウンターの混雑に巻き込まれないメリットもある。
- 中華人民共和国
  - 香港 - 機場快線の香港駅と九龍駅では香港国際空港を利用する上での搭乗手続き、受託手荷物の預入ができる。港珠澳大橋の人工島では搭乗手続きを済ませることはできるが荷物を預けることはできない。香港島上環のマカオ・フェリー・ターミナルでマカオ国際空港を利用する上での搭乗手続き、受託手荷物の預入ができるが、九龍の中国客運碼頭では荷物を預けることができない。さらに、市内7ヶ所で深圳宝安国際空港を利用する上での搭乗手続きが可能。
  - マカオ - アウター・ハーバー・フェリーターミナル（外港客運大樓）、タイパ・フェリーターミナルでは、香港国際空港から出発する乗客の搭乗手続きができる。JAL、ANAなどの乗客が利用可能。
  - 深圳（福永） - 深圳の福永フェリーターミナルでは、香港国際空港から出発する乗客の搭乗手続きができる。JAL、ANAなどの乗客が利用可能。
  - 深圳（蛇口）、中山、東莞（虎門）、珠海、南沙 - これらのフェリーターミナルでは、香港国際空港から出発する乗客の搭乗手続きができる。JALなどの乗客が利用可能。
  - 深圳 - 市内のキングキー・バナー・センター（京基百納廣場）で搭乗手続きができる。ただし、専用バスで香港国際空港に行き、そこからキャセイパシフィック航空、キャセイドラゴン航空、マンダリン航空、チャイナエアラインのいずれかで出国する場合に限る。荷物を預けることはできない[12]。
  - 上海 - 虹橋駅に隣接したショッピングモール虹橋天地で搭乗手続き、受託手荷物の預け入れができる。（虹橋発の一部国内線に限る）
  - 大連 - 市内のホテルなど14カ所に自動チェックイン機を設置。中国南方航空の乗客に限り大連周水子国際空港の搭乗手続きが可能[13]。
  - 北京 - 北京地下鉄大興機場線草橋駅では、北京大興国際空港を出発する国内線、国際線の搭乗手続きが可能。

- 台湾（中華民国）
  - 台北 - 桃園機場捷運の台北駅では、当日桃園国際空港を出発するチャイナエアライン、マンダリン航空、エバー航空、ユニー航空、スターラックス航空、キャセイパシフィック航空乗客の搭乗手続きができる[14]。桃園機場捷運の利用有無に関係なく手続きが可能。
  - 新北 - 桃園機場捷運と環状線が接続する新北産業園区駅では環状線開業（2020年1月末）と同時にチャイナエアライン、エバー航空、マンダリン航空、ユニー航空、タイガーエア台湾の台湾系5社、およびエアアジア、エアアジア X、タイ・エアアジア、エアアジア・フィリピンも利用可能の搭乗手続きが可能となった[15]。
- 大韓民国
  - ソウル - 仁川国際空港鉄道ソウル駅では、仁川国際空港を出発する大韓航空、アシアナ航空、チェジュ航空、ティーウェイ航空、イースター航空、ジンエアー、エアソウルの搭乗手続きと出国手続きが可能。ただし、空港鉄道直通列車利用客に限る[16]。過去には、江南区のコエックスモールに隣接した韓国都心空港、セントラルシティーにもチェックインカウンターがあったが廃止された。
  - 仁川 - グランドハイアット仁川では、仁川国際空港を出発する大韓航空の搭乗手続きが可能。ただし、手荷物は空港のチェックインカウンターで預ける必要がある。
  - 光明 - KTX光明駅に、2018年1月17日、国内では3例目となる都心空港ターミナルがオープン。仁川国際空港を出発するLCCを含む韓国籍の航空会社の搭乗手続きと出国手続きが可能。合わせて、直通の空港リムジンバスの運行も開始され、現在のソウル駅・龍山駅経由の場合と比べ、地方から仁川空港までの所要時間が短縮される見込み[17]。
- マレーシア
  - クアラルンプール - KLセントラル駅では、マレーシア航空、キャセイパシフィック航空、マリンド・エアの乗客に限り、搭乗手続きが可能。なお、空港連絡鉄道のKLIAエクスプレス、KLIAトランジット利用者限定のサービスのため、チェックイン時に乗車券を提示する必要がある[18]。
- タイ王国
  - バンコク - エアポート・レール・リンクのマッカサン駅では、スワンナプーム国際空港を出発するタイ国際航空及びバンコク・エアウェイズの乗客に限り、搭乗手続きが可能であった。2014年9月でサービスを終了した。
- シンガポール
  - シンガポール - マリーナベイ・サンズには、シンガポール・チャンギ国際空港を出発するシンガポール航空とシルクエアーの乗客に限り、搭乗手続きが可能。ホテルの利用客以外でも手続き可能だが、手荷物を預ける場合、荷物2個につき25シンガポールドルの手数料が必要。
- アメリカ
  - ハワイ - ワイキキリゾートホテルでは、ダニエル・K・イノウエ国際空港を出発する大韓航空の搭乗手続きが可能。ただし、手荷物は空港のチェックインカウンターで預ける必要がある[19]。
  - グアム - Tギャラリア グアム by DFS内にあるタモン・セントラル・エアターミナル（TCAT）では、アントニオ・B・ウォン・パット国際空港を出発するユナイテッド航空の一部便において搭乗手続きと受託手荷物預入が可能[20]。
- 日本
  - 現在は、羽田エクセルホテル東急にJAL、ANA国内線の自動チェックイン機が設置されているのみである。受託手荷物を預けることはできない。
  - 以前は、国際線の搭乗手続き可能なカウンターが東京シティエアターミナル、横浜シティ・エア・ターミナル、ホテル日航成田、京都シティエアターミナル、大阪シティエアターミナル、南海なんば駅、神戸シティエアターミナル、国内線の搭乗手続き可能なカウンターがモノレール浜松町シティエアターミナル、横浜シティエアターミナル、京急品川駅、羽田空港国内線ターミナル駅（第2ターミナル口）、札幌駅、博多駅（鉄道駅設置のものは自動チェックイン機のみ）に設置されていたが、海外ほど利用者が伸びず、アメリカ同時多発テロ事件による各国の保安強化や、オンラインチェックインの普及により撤去された。
  - 成田新幹線計画では、東京駅にチェックインカウンターを設置し、そこで預けられた荷物を新幹線車両に設けられた荷物車で運搬する計画があった。その後本計画の事実上の後継列車である成田エクスプレスでも同様の計画が立てられたが、最終的に実施は見送られた。
  - JR西日本、南海電鉄では、関空アクセス列車（特急「はるか」・関空快速・特急「ラピート」）で、大阪シティエアターミナル、なんばCAT、京都駅で預けられた荷物を、車両に荷物室を設置して運搬するサービスを実施していたが、「はるか」「ラピート」は前述の保安強化でそれぞれ2002年と2001年に、後者は利用者低迷で1998年にそれぞれ廃止され、後者では荷物室は客室に復元された。

## テロ対策
アメリカ合衆国では、アメリカ同時多発テロ事件、デルタ航空機爆破テロ未遂事件を契機に、搭乗者の保安検査が厳重になっている。2010年には、テロリズム情報と搭乗者名簿の照合、爆発物検知体制の充実、最新の画像処理技術（ミリ波パッシブ撮像装置や後方散乱X線検査装置）による監視が行われている。

## 参照
1. ↑  オンライン・チェックイン エミレーツ航空
2. ↑  携帯電話からのチェックインKLM Royal Dutch Airlines
3. ↑  エールフランスのモバイルチェックインエールフランス
4. ↑  モバイル搭乗券 - 多くの路線でご利用いただけます。ルフトハンザ
5. ↑  モバイル搭乗券オーストリア航空
6. ↑  SASモバイル搭乗券スカンジナビア航空
7. ↑  アメリカン航空、米国内線でのモバイル搭乗サービスを拡大アメリカン航空 2009年6月8日
8. ↑  ePassAir New Zealand Limited
9. ↑  mPassAir New Zealand Limited
10. ↑  成田空港で顔認証技術を用いた新しい搭乗手続き「OneID」がスタートします成田国際空港
11. ↑  顔認証技術による搭乗手続き“Face Express”が成田・羽田ではじまります成田国際空港
12. ↑  “キャセイパシフィック航空が、深圳市内でのチェックインサービスを開始。”. 香港ナビ. (2009年6月4日)
13. ↑  “市内１４カ所に自動チェックイン機＝空港の混雑緩和狙う－大連周水子国際空港”. 神戸港上海事務所. (2010年3月16日)
14. ↑  “桃機預辦登機服務網站”. 2024年7月7日閲覧。
15. ↑  （繁体字中国語）“環狀線1月31日通車 機捷A3站同步啟用預辦登機”.   聯合報 (2020年1月28日). 2020年1月28日閲覧。
16. ↑  “ソウル駅都心空港ターミナル”. 2020年1月28日閲覧。
17. ↑  “ＫＴＸ光明駅　都心空港ターミナルが新設”. KBS World Radio. (2015年10月15日)
18. ↑  “Flight Check-In at KL Sentral”.   KLIA Ekspres. 2020年1月28日閲覧。
19. ↑  “提携ホテルでのチェックイン”. 2020年1月28日閲覧。
20. ↑  “グアムのチェックイン施設と空港の最新情報 | United Airlines”.   United Airlines. 2019年4月17日閲覧。
21. ↑  “米、到着便の搭乗客の検査体制を強化 リアルタイムの情報も活用”. AFP.BB.News. (2010年4月3日)